# Portigliola
Portigliola ist eine süditalienische Gemeinde (comune) mit 1019 Einwohnern (Stand 31. Dezember 2023) in der Metropolitanstadt Reggio Calabria in Kalabrien. 

## Lage
Die Gemeinde liegt etwa 49,5 Kilometer ostnordöstlich von Reggio Calabria am gleichnamigen Fluss und am Ionischen Meer. Das Gemeindegebiet grenzt im Norden an den Ortsteil Moschetta von Locri und Antonimina, im Süden und Westen an Sant’Ilario dello Ionio. Die Gemeinde hat nur einen sehr schmalen, unbebauten Anteil an der Küste.

## Verkehr
Entlang der Mittelmeerküste führt die Strada Statale 106 Jonica von Reggio Calabria nach Tarent.